# Pro-oxidante
Pro-oxidantes são químicos que induzem stress oxidativo através da criação de espécies reactivas de oxigénio ou através da inibição dos sistemas antioxidantes. O stress oxidativo produzido por estes químicos pode danificar células e tecidos. Por exemplo, uma overdose do analgésico paracetamol pode causar lesões permanentes no fígado, através parcialmente da sua produção de espécies reactivas ao oxigénio.
Se se verificar um determinado conjunto de condições, algumas substâncias podem agir tanto como antioxidantes como pro-oxidantes. Algumas das condições relevantes incluem a concentração do químico e se estão presentes oxigénio ou metais de transição.